# ОШ „Радислав Никчевић” Мајур
Основна школа "Радислав Никчевић" је осморазредна школа у Мајуру. Њој територијално припадају издвојене четвороразредне школе у Главинцима, Драгошевцу и Медојевцу; и осморазредна школа у Колару.

## Историјат
На иницијативу тадашњег председника општине села Мајура, Богдана Симића, саграђена је зграда намењена привремено за школу. Министар просвете Краљевине Србије 23. септембра 1908. године одлуком је одобрио отварање школе у селу Мајуру. Прва школа је била четвороразредна под именом "Основна народна школа Мајурска". У тој првој школској години школа је укупно имала уписаних 45 редовних и 1 ванредног ученика. Први учитељ је био Живота Милојковић. Под тим именом школа ће радити до 1921. године, када је у званичним документима срећемо под именом "Основна школа Мајур".
Од почетка школске 1950/51.године по Одлуци Министарства просвете Народне Републике Србије од четвороразредне прераста у осмогодишњу школу, под називом "Осмолетка-Мајур". Почетком школске 1957/58. године школа у Мајуру је проглашена за матичну школу и припојена јој је четвороразредна школа у Главинцима. На седници наставничког већа школе, одржане 17.октобра 1960.године донета је одлука да ова школа добије име народног хероја Радислава Никчевића и да тај дан буде Дан школе, јер се на тај дан обележава и дан ослобођења села Мајура у Другом светском рату. Од те школске године школа ради под именом Основна школа "Радислав Никчевић у Мајуру. Крајем маја месеца 1968.године извршена је интеграција школе у Мајуру са школом из Колара. Од тада Основна школа "Радислав Никчевић" у Мајуру ради као матична школа у Главинцима, Колару, Драгошевцу и Медојевцу. У 2004.години, на предлог тадашњег директора, школи је промењено име у Основна школа "Вожд Карађорђе" Мајур, а 31. августа 2007.године школи је поново враћено име Основна школа "Радислав Никчевић" у Мајуру. 
Прва школа је отворена у згради која је била намењена привремено за школу, а нова школска зграда сазидана је 1931.године. У перуоду јун-септембар 1953.године дозидане су још две учионице,ходник,кабинет и канцеларија. Изградња нове школске зграде почела је у пролеће 1992.године, а завршена је и настава почела у њој да се изводи 3.септембра 2007.године. Дан када је постављен камен темељац за нову школску зграду, 18.април 1992.године, је дан који школа обележава као свој Дан школе.
Поводом обележавања јубилеја 70.година рада школе 1978.године у дворишту школе постављена је спомен биста народног хероја Радислава Никчевића, чије име школа носи. Почетком школске 1970/71. године при школи је почело да ради забавиште за предшколски узраст деце из Мајура.

## Издвојено одељење Коларе
Основна школа у Колару отпочела је са радом школске 1935/36. године. Ранијих година ученици села Колара били су упућени на учење школе у селу Јовцу - где је било седиште и општинске управе.
Од школске 1899/1900. године, када је отворена школа у Главинцима, ђаци из Колара похађали су школу у Главинцима, јер је у то време село Коларе, по административно - територјалној подели припадало општини Главинци. Према школским књигама-уписница, школа је почела са радом школске 1935/1936.године. Те школске године управитељ школе и једини учитељ био је Љубиша Р.Вукићевић. У периоду 1950—1953. године врши се покушај бољег обезбеђења школске зграде. Школска зграда је завршена 1953. године. Почетком 60-тих година 20.века одлуком Министарства просвете НР Србије, народне основне школе су преименоване у осмогодишње школе - "осмолетке". Тако је и школа у Колару постала осмогодишња школа.
У школској 1953/54. године у школи се отвара пети разред са 19 ученика. Поред ученика из Колара у 5. разред се укључују и ученици из Драгошевца. У школској 1957/58. години школа је добила име нашег великог просветитеља Доситеја Обрадовића. Од јануара 1961. године школа у Главинцима је званично издвојено одељење ове матичне школе. Да би се превазишло постојеће стање у школи, малим бројем одељења у старијим разредима, Наставничко веће је подржало предлог о реорганизацији школске мреже на подручју општине Светозарево, па је ОШ "Доситеј Обрадовић" интегрисана са ОШ "Радислав Никчевић" у Мајуру.

## Издвојено одељење Главинци
Школа у Главинцима почела је да ради школске 1889/1900. године у општинској згради, која се налазила код данашњег записа. То је забележено 
у попису школа, које су основане у тој години. У почетку није имала сталног учитеља, а сви ђаци су учили у истој просторији. Пре почетка рада школе у Главинцима, ђаци из Главинаца похађали су школу у Јовцу. Нова школска зграда грађена је од 1904. до 1911.године и још је у функцији Школа је имала два одељења, канцеларију и стан за учитеља. Године 2008. дограђена је кухиња, трпезарија и тоалет.
Школу у Главинцима похађала су деца из Бресја (то село и данас нема своју школу) и Колара, где је школа отворена 1936. године. Више разреде основне школе главиначка деца похађају у Колару. Године 1915. у време Првог светског рата школа није радила, а од 1919. године поново почиње да ради. Из документа сазнајемо пуно име школе: најпре "Краљ.срп.основна школа у Главинце", а затим "Основна школа Главиначка, Главинци, срез Белички, Моравска бановина" Данас у Главинцима постоји четвороразредна школа коју осим деце из Главинаца похађају и деца из Бресја. У холу школе је и прелеп етно кутак са бројним експонатима који говоре о прошлости.

## Издвојено одељење Драгошевац
Ђаци из Драгошевца у прошлости похађали су школу у Јовцу, а касније школу у Лоћики. Школа у Драгошевцу почела је са радом 15. фебруара 1926. године, одвајањем школе од Лоћике, под именом "Школа драгошевачка". Рад школе је започет у још не довршеној приватној кући Радомира Николића. Довршавана је добровољним прилозима свих мештана Драгошевца и Прњавора. Ангажовање учитеља на изградњи нове школске зграде текло је без успеха, јер се већина мештана Драгошевца и Прњавора, није слагао са избором локације. Неки ђаци морали би до школе да прелазе преко три реке, премошћене "брвнима", које реке односе приликом сваког вишег водостаја. Тражила се локација ближа средини села, према којој би били сви у истом положају. У септембру 1929. године почела је изградња нове школе. Одељење школе у Драгошевцу од школске 1953/54.године је у саставу матичне школе у Колару, а од 1968/69. године одељење матичне школе у Мајуру Радио Београд, тражећи најуређенију школу, прогласио је школу у Драгошевцу са још једном школом за најуређенијом у Србији. Ова школа данас ради у два комбинована одељења млађих разреда.

## Издвојено одељење Медојевац
За отварање школе у Медојевцу заложио се Драгутин Јевтић. У недостатку погодног простора у власништву села, Драгутин је уступио највећу просторију у својој кући за школу. Министарство просвете је било сагласно за отварање школе у Медојевцу и Министар је декретом од 5. јануара 1937. године распоредио учитељицу Круну Алексић у Медојевац. Пошто су до тог времена ђаци из Медојевца и Тополе похађали школу у селу Лоћика, одмах по полугођу издвојено је 18 ученика од 1-4. разреда који су кренули у новоотвпрену школу у Медојевцу. Тако је основна школа у Медојевцу почела са радом јануара месеца 1937. године. У школској 1950/51. години почела је изградња нове школске зграде, а прве ђаке примила је већ у школској 1951/52. години. На даље, према рејонизацији школске мреже, одељење школе у Медојевцу припада матичној Основној школи „ Доситеј Обрадовић“ у Колару, а касније, одељење школе у Медојевцу, припашће матичној школи у Мајуру. Данас школа у Медојевцу је неподељена школа.